# Anton Peter von Rummel

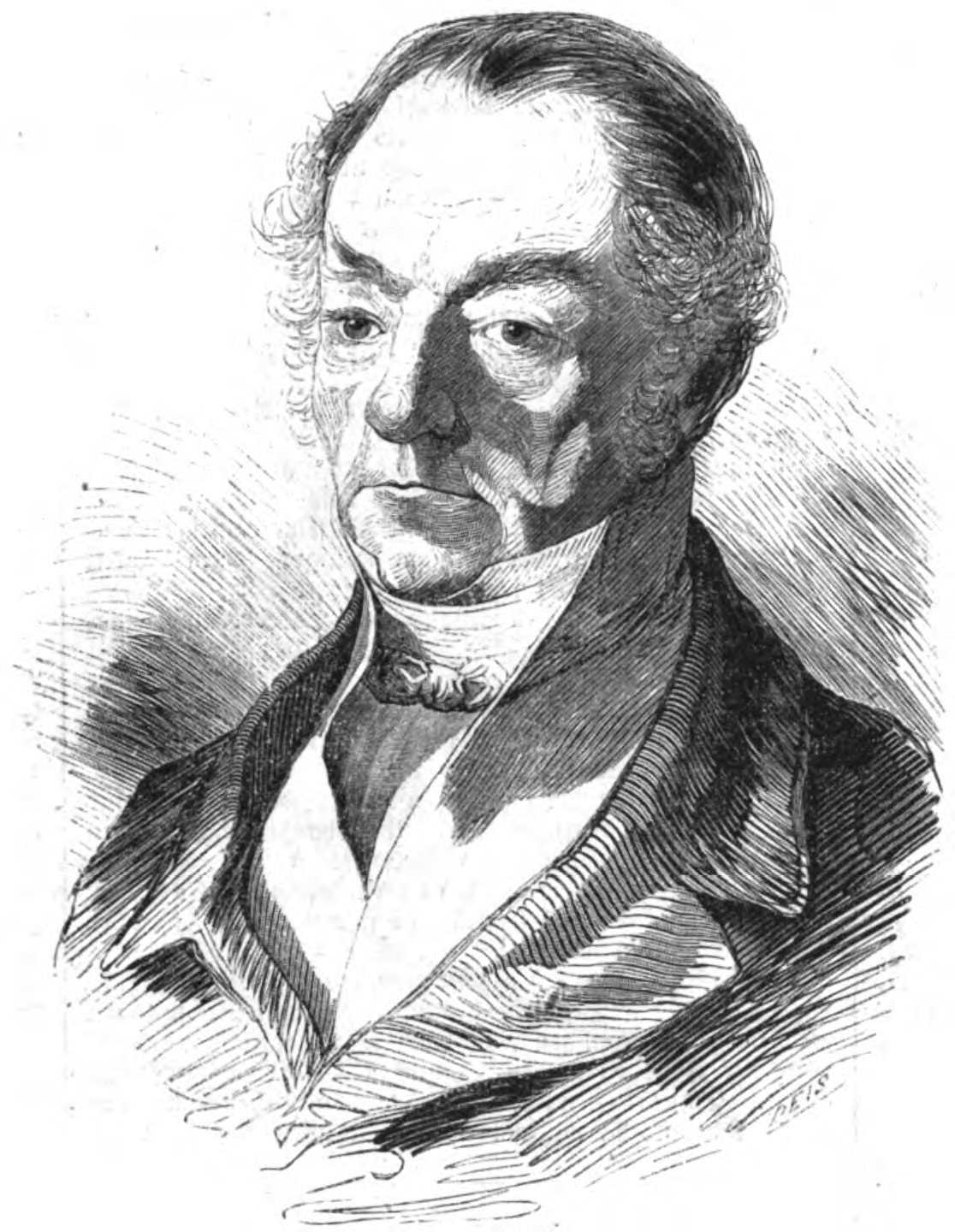
Johannes Anton Peter von Rummel, 1847. Grafik von Carl August Deis.

Johannes Anton Peter Rummel, ab 1828 von Rummel (* 22. Februar 1771 in Ellingen; † 12. Januar 1863 in Mergentheim), war ein württembergischer Regierungspräsident und Landtagsabgeordneter.

## Leben
Johannes Anton Peter Rummel wurde 1771 in Ellingen im heutigen Landkreis Weißenburg-Gunzenhausen als Sohn des Oberhofjägers und Oberförsters Peter Rummel geboren. Nach dem Besuch des Gymnasiums studierte er Rechtswissenschaften in Würzburg. Von 1795 bis 1805 war er Justiz- und Kameralverwalter der Deutschordenskommende Horneck. 1805 trat er als Kameral- und Justizbeamter in württembergische Dienste. 1807 und 1808 war er Oberamtmann beim Oberamt Wiesensteig und von 1808 bis 1810 Oberlandesökonomierat in Stuttgart. Von 1810 bis 1817 leitete er als Oberamtmann das Oberamt Öhringen. 1817 wurde er Regierungsrat bei der Regierung des Donaukreises in Ulm, dieses Amt bekleidete er bis 1835. Danach übernahm er als Präsident mit der Amtsbezeichnung Regierungsdirektor die Leitung der Regierung des Schwarzwaldkreises in Reutlingen. 1844 trat er in den Ruhestand. Er verstarb 1863 im Alter von 91 Jahren in Mergentheim.

## Politik
1826 wurde Rummel im Wahlkreis Saulgau erstmals in den württembergischen Landtag gewählt. Von 1833 bis 1838 vertrat er den Wahlkreis Leutkirch und von 1838 bis 1848 den Wahlkreis Horb. 1848 legte er das Mandat nieder. Anton Peter von Rummel war von 1835 bis 1847 Vizepräsident bzw. Alterspräsident der Zweiten Kammer des Landtages.

## Ehrungen
1828 wurde er mit dem Ritterkreuz des Ordens der Württembergischen Krone ausgezeichnet. Damit war der württembergische persönliche Adel (Nobilitierung) verbunden. 1835 erhielt er das Kommenturkreuz des Ordens der Württembergischen Krone.